# Franciska Friede

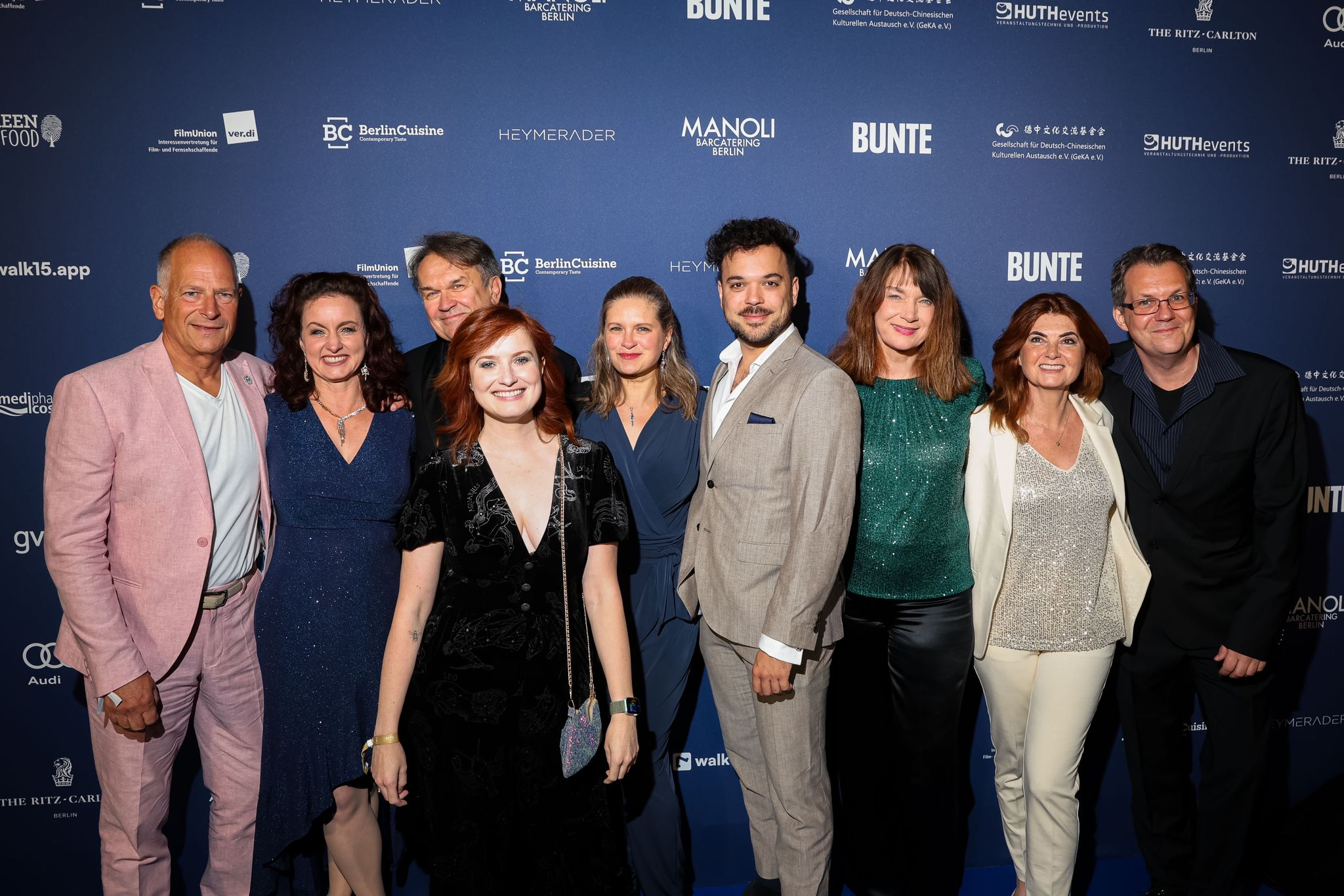
Franciska Friede (4. v.l.) beim Deutschen Schauspielpreis 2024

Franciska Friede (* 10. Juni 1988 in Hamburg) ist eine deutsche Schauspielerin, Synchronsprecherin, Sängerin und Synchronautorin.

## Leben
Franciska Friede wuchs in Hamburg auf. Schon als Kind machte sie 1994 ihre ersten schauspielerischen Erfahrungen im Theaterstück Die sieben Geißlein. Nach der Mittleren Reife absolvierte sie mehrere Schauspiel- und Musical-Workshops an der Schauspielschule Task sowie im Hamburger Schauspiel-Studio Frese.
In den Jahren 2007 und 2008 machte sie an der Hamburg School of Entertainment eine Musicalausbildung. Von 2008 bis 2010 machte sie außerdem eine Schauspielausbildung an der Freien Schauspielschule Hamburg. Von 2005 bis 2010 war sie Mitglied im Sonderchor der Hamburgischen Staatsoper. In der Serie Hand aufs Herz spielte sie von Oktober 2010 bis Juni 2011 die Rolle der Sophie Klein. Zuvor hatte sie bereits in mehreren Werbefilmen und in einem Musikvideo der Band Elephant Party mitgespielt. Nach der Ausstrahlung der Ein Fall für Zwei-Folge Frankfurt Superstar, in der sie die Rolle der Janina Feld übernahm, wurde ihr Lied Don’t Need You Around aus der Folge veröffentlicht.
2014 übernahm sie eine Rolle in dem ZDF-Film Die Insassen. 2015 drehte sie mit der Schauspielerin Henrike Fehrs den Kurzfilm Anders, 2019 unter Tom Tykwer für Babylon Berlin und 2020 mit Jay & Arya den Kurzfilm Among us.
Seit 2014 ist Friede als Synchronsprecherin tätig.
Seit März 2024 hat Franciska Friede den Podcast Friede, hör doch mal, Sue!, in dem sie sich dem Thema ADHS widmet.
Im Juni 2024 wurde sie für den Deutschen Schauspielpreis in der Kategorie „Die Stimme“ nominiert.

## Filmografie

### Fernsehserien
- 2010: Die Schule
- 2010–2011: Hand aufs Herz
- 2012: Ein Fall für Zwei
- 2018: Solo für Weiss – Für immer Schweigen
- 2018: Tanken – mehr als Super
- 2018: Die Rosenheim-Cops (Staffel 18, Folge 23: Ein Fall von Zauberei)
- 2019: Babylon Berlin

### Filme
- 2008: Der erste Tag (Kurzfilm)
- 2009: Verkehrsbehörde Landkreis Stade – Verkehrssicherheit (Werbefilm)
- 2009: Den Tagen mehr Leben!
- 2009: Philips – Streamium (Spec-Werbefilm)
- 2010: Ein bisschen schief (Werbefilm)
- 2010: Oberhafen-Kantine – Ein bisschen schief (Imagefilm)
- 2011: Die Rothaarige (Kurzfilm)
- 2012: Wachkoma (Kurzfilm)
- 2014: Kettenreaktion (Werbefilm)
- 2014: Malteser – Kämpfe mit uns (Werbefilm)
- 2014: Team Hamburg – Kettenreaktion (Imagefilm)
- 2014: Katzenjammer (Kurzfilm)
- 2014: Wir sind bereit (Kurzfilm)
- 2014 & 2015: Die Insassen
- 2015: Helhed – Virtual Company 360° (Imagefilm)
- 2015: SMS Love Shorty – Anders (Kurzfilm)
- 2016: Dead Angle – Toter Winkel St. Pauli / Dead Angle – Pauli Pier
- 2017: SMS Traum Shorty – Daisies (Kurzfilm)
- 2018: Solo für Weiss – Für immer schweigen
- 2019: Section F (Kurzfilm)
- 2020: SMS Glücks Shorty – Glück gehabt (Kurzfilm)
- 2020: 700 Years (Kurzfilm)
- 2020: Grenzgänger (Kurzfilm)
- 2020: Sand Trip (Kurzfilm)
- 2020: Blót – Zwischen den Welten (Kurzfilm)
- 2020: The Will of the Gods (Kurzfilm)
- 2020: Among Us (Kurzfilm)
- 2020: Hilflos (Kurzfilm)
- 2021: So laut du kannst
- 2021: Alice im Weihnachtsland (Weihnachtsfilm)
- 2022: Atlanta TV – Invisible Car (Werbefilm)
- 2023: Der Schierlingsbecher (Kurzfilm)
- 2024: Liebesbrief an Jenny

### Musikvideos
- 2010: Elephant Party – Beziehungskiste
- 2011: Painted Air – Soulshaker
- 2013: Okta Logue – Transit
- 2013: Wegweiser – Ich will raus
- 2016: Kery Fay – Otherside
- 2018: LiLA – Salz

### Webserie
- 2013: Kumbaya!
- 2016–2017: Gut Holz

### Weiteres
- 2009: Meine Reise zu mir
- 2015: Becks Night Of Your Life

## Theater
- 2005: Ein Traum von Musik (Musical) (verschiedene Hamburger Bühnen)
- 2005: Simon Boccanegra (Hamburgische Staatsoper)
- 2007: Turandot (Hamburgische Staatsoper)
- 2007: Don Carlos (Hamburgische Staatsoper)
- 2007: Tannhäuser (Hamburgische Staatsoper)
- 2009: Furcht und Elend des Dritten Reiches (Kultur-Bühne Bugenhagen)
- 2010: Aida (Hamburgische Staatsoper)
- 2010: Chowanschtschina (Hamburgische Staatsoper)
- 2011: Sister Act (Operettenhaus Hamburg)

## Synchronrollen (Auswahl)
Houko Kuwashima
- 2016: Hakuoki: The Movie – Kyoto Ranbu – Rolle: Chizuru Yukimura
- 2016: Hakuoki: The Movie – Shikon Soukyuu – Rolle: Chizuru Yukimura

Lana Condor
- 2018: To All the Boys I’ve Loved Before – Rolle: Lara Jean Covey
- 2020: To All the Boys: P.S. I Still Love You – Rolle: Lara Jean Covey
- 2021: To All the Boys Always and Forever – Rolle: Lara Jean Covey

Grace Van Patten
- 2017: Central Park – Rolle: Leyla
- 2018: The Wilde Wedding – Rolle: Mackenzie Darling
- 2021: Mayday – Rolle: Ana
- 2022: The Violent Heart – Rolle: Cassie

Maya Hawke
- seit 2019: Stranger Things – Rolle: Robin
- 2019: Die süße Gier – Rolle: Shannon Hagel
- 2022: Do Revenge – Rolle: Eleanor
- 2023: Marvel’s Moon Girl and Devil Dinosaur – Rolle: Abyss
- 2023: The Kill Room – Rolle: Grace

### Filme
- 2014: Some Dogs Bite – Rolle: Seema (Darstellerin: Mandeep Dhillon)
- 2014: Xenia – Eine neue griechische Odyssee – Rolle: Maria-Sonia (Darstellerin: Romanna Lobats)
- 2015: Unbreakable Kimmy Schmidt – Rolle: Kymmie (Darstellerin: Kiernan Shipka)
- 2015: Picknick mit Bären – Rolle: Becca (Darstellerin: Gaia Wise)
- 2015: Breaking Through – Rolle: Rothaarige Kundin (Darstellerin: Lindsey Stirling)
- 2015: Memories of the Sword – Rolle: Seol-hee (Darstellerin: Go-eun Kim)
- 2016: Love & Friendship – Rolle: Frederica Vernon (Darstellerin: Morfydd Clark)
- 2016: White Girl – Rolle: Leah (Darstellerin: Morgan Saylor)
- 2016: Seoul Station – Rolle: Hye-seon (Originalsprecherin: Shim Eun-kyung)
- 2017: Sissi – Die junge Kaiserin – Rolle: Ilary
- 2017: iBoy – Rolle: Lucy Walker (Darstellerin: Maise Williams)
- 2017: Wish Upon – Rolle: June Acosta (Darstellerin: Shannon Purser)
- 2017: Carrie Pilby – Rolle: Carrie Pilby (Darstellerin: Bel Powley)
- 2018: Ingrid Goes West – Rolle: Taylor Sloane (Darstellerin: Elizabeth Olsen)
- 2018: The Last Movie Star – Rolle: Lil McDougal (Darstellerin: Ariel Winter)
- 2018: Mein Name ist Somebody – Rolle: Lucia (Darstellerin: Veronica Bitto)
- 2018: Lieber Diktator – Rolle: Tatiana Mills (Darstellerin: Odeya Rush)
- 2019: Guests – Das Tor zur Hölle – Rolle: Katya (Darstellerin: Angelina Strechina)
- 2019: Louise by the Shore – Rolle: Louise (jung) (Darstellerin: Diane Dassigny)
- 2019: Bayala – Das magische Elfenabenteuer – Rolle: Eyela
- 2019: Thomas und seine Freunde – Große Welt! Große Abenteuer! – Rolle: An An (Originalsprecherin: Rachael Louise Miller)
- 2020: Die Weite der Nacht – Rolle: Fay Crocker (Darstellerin: Sierra McCormick)
- 2020: Superman: Man of Tomorrow – Rolle: Lois Lane (Darstellerin: Alexandra Daddario)
- 2021: Synchronic – Rolle: Brianna Dannelly (Darstellerin: Ally Ioannides)
- 2021: Night of the Animated Dead – Rolle: Barbara (Originalsprecherin: Katharine Isabelle)
- 2021: Zero Fucks Given – Lebe den Tag, Liebe das Leben – Rolle: Mélissa Wassels (Darstellerin: Mara Taquin)
- 2021: Das wundersame Weihnachtsfest des Karl-Bertil Jonsson – Rolle: Beata (Darstellerin: Carla Sehn)
- 2021: Trigger Point – Rolle: Monica Kane (Darstellerin: Eve Harlow)
- 2021: Tonikawa: Over the Moon for You ~SNS~ – Rolle: Aurora (Darstellerin: Yuki Naguku)
- 2021: The Spine of Night – Rolle: leitende Senatorin
- 2021: Snowkissed – Verliebt an Weihnachten – Rolle: Reiseleiterin #1 (Darstellerin: Paula Potosky)
- 2021: Small World 0150 Rolle: Stephanie (Darstellerin: Katie Glaister)
- 2021: A Picture Perfect Wedding – Meine Bilderbuch-Hochzeit – Rolle: Bronwyn Charles (Darstellerin: Katharine Isabelle)
- 2021: Neun Kätzchen zu Weihnachten – Eine samtige Bescherung 2 – Rolle: Gabi (Darstellerin: Victoria Dunsmore)
- 2021: Lockdown mit Hindernissen – Rolle: Leah Russo (Darstellerin: Ali Vingiano)
- 2021: Der letzte Paradiso – Rolle: Maria (Darstellerin: Federica Torchetti)
- 2021: Killing Field – Rolle: Violet (Darstellerin: Kate Katzman)
- 2021: Image of Victory – Rolle: Mira (Darstellerin: Joy Rieger)
- 2021: Hetzjagd – Auf der Spur des Killers – Rolle: LKira (Darstellerin: Aglaya Tarasova)
- 2021: Flashback – Kampf der Geschlechter – Rolle: Jeanne d'Arc (Darstellerin: Emy Ltr)
- 2022: My Fake Boyfriend – Rolle: Kelly (Darstellerin: Sarah Hyland)
- 2022: Triangle of Sadness – Rolle: Alicia (Darstellerin: Alicia Eriksson)
- 2022: Kennedys Liebe zu Europa – Rolle: Charlotte (Darstellerin: Anna Drexler) (englische Stimme)
- 2022: White Elephant – Der Mafia-Kodex – Rolle: Tomi Solomon (Darstellerin: Lauren Buglioli)
- 2022: The Reef 2: Stalked – Rolle: Jodie (Darstellerin: Ann Truong)
- 2022: Out of the Blue – Gefährliche Lust – Rolle: Kim (Darstellerin: Gia Crovatin)
- 2022: Das letzte Opfer – Rolle: Kirstin (Darstellerin: Silan Maria Budak Rasch)
- 2022: Mr. Malcolms Liste – Rolle: Lady Gwyneth Amberton (Darstellerin: Sophie Vavasseur)
- 2022: Clerks III – Rolle: Mooby (Darstellerin: Kate Micucci)
- 2022: Blues Abenteuer in der Großstadt – Rolle: Castingteilnehmerin #4 (Darstellerin: Phillipa Soo)
- 2022: Alienoid – Rolle: Min Gae-lin (Darstellerin: Ha-nee Lee)
- 2023: John Wick: Kapitel 4 – Rolle: Akira (Darstellerin: Rina Sawayama)
- 2023: Spider-Man: Across the Spider-Verse – Rolle: Lyla (Darstellerin: Greta Lee)
- 2023: Robots – Rolle: Elaine / E2 / E3 (Darstellerin: Shailene Woodley)
- 2024: Furiosa: A Mad Max Saga – Rolle: Mary Jo Bassa (Darstellerin: Charlee Fraser)
- 2024: The Royal Hotel – Rolle: Hanna (Darstellerin: Julia Garner)

### Serien
- 2014: Hatufim – In der Hand des Feindes – Rolle: Dafni
- 2014: Ben and Holly’s Little Kingdom – Rolle: Emily
- 2014: Lalaloopsy – Rolle: Mittens Fluff 'N' Stuff, Suzette La Sweet, Stiched ‘N’ Sewn, Scribbles Splash
- 2014: PAW Patrol – Rolle: Katie (Originalsprecherin: Katherine Forrester)
- 2014: Arrested Development – Rollen: Luisa Velez (Darstellerin: Louisa Velis), Joan (Darstellerin: Busy Philipps)
- 2014: Doki – Rolle: Jacinta (Originalsprecherin: Cassidy Renee)
- 2014: Voll Vergeistert – Rolle: Sophie (Darstellerin: Diamond White)
- 2015: H2O Abenteuer Meerjungfrau – Rolle: Abby
- 2015: Between – Rolle: Lana (Darstellerin: Niamh Wilson)
- 2015: Seven Deadly Sins – Rolle: Sennett (Originalsprecherin: Yurie Kobori)
- 2015: Mouk – Rolle: Alice
- 2015: Degrassi: Next Class – Rolle: Maya Matlin (Darstellerin: Olivia Scriven)
- 2015: Naruto Shippuden – Rolle: Prinzessin Chiyo (Originalsprecherin: Megumi Han)
- 2015: Sankarea – Rolle: Miko Yasaka (Originalsprecherin: Momo Kuraguchi)
- 2015: Furchester Hotel – Rolle: Gelb
- 2015: Maschas Gruselgeschichten – Rolle: Mascha
- 2016: Der Kommissar und das Meer – Rolle: Sanna
- 2016: Naruto Shippuden: Ein dunkles Omen – Rolle: Shion (Originalsprecherin: Ayumi Fujimura)
- 2016: Love Trouble – Rolle: Lala Satalin Deviluke (Darstellerin: Haruka Tomatsu)
- 2016: Maschas Märchen – Rolle: Mascha
- 2016: Scream – ab Staffel 2 Rolle: Audrey Jenson (Darstellerin: Bex Taylor-Klaus)
- 2016: Danganronpa – Rolle: Kyoko Kirigiri (Originalsprecherin: Yōko Hikasa)
- 2016: Stranger Things – Rolle: Barbara Holland (Darstellerin: Shannon Purser)
- 2016: Glitter Force – Rolle: Majorina / Bruja (Originalsprecherin: Miina Tominaga)
- 2016: Die Zeitfälscherin – Rolle: Sofie (Darstellerin: Bebiane Ivalo Kreutzmann)
- 2016: Die Nachtwache – Rolle: Keelin (Darstellerin: Celine Verbeeck)
- 2017: Strike the Blood – Rolle: Yukina Himeragi (Originalsprecherin: Risa Taneda)
- 2017: Brynhildr in the Darkness – Rolle: Neko Kuroha (Originalsprecherin: Risa Taneda)
- 2017: Little Witch Academia – Rolle: Atsuko Kagari (Originalsprecherin: Megumi Hayashibara)
- 2017: Glitter Force Doki Doki – Rolle: Maya Aida / Glitter Herz (Originalsprecherin: Hitomi Nabatame)
- 2017: Küss ihn, nicht mich! – Rolle: Kae Serinuma (Originalsprecherin: Yū Kobayashi)
- 2017: Vampire Diaries – Rolle: Tara (Darstellerin: Alexandra Chando)
- 2017–2020: Nella, die Ritterprinzessin – Rolle: Trinket (Originalsprecherin: Samantha Hahn)
- 2017: Kakegurui – Das Leben ist ein Spiel – Rolle: Midari Ikishima (Originalsprecherin: Mariya Ise)
- 2017–2021: The Bold Type – Der Weg nach oben – Rolle: Jane Sloan (Darstellerin: Katie Stevens)
- 2017: Superstition – Rolle: Garvey Westbrook (Darstellerin: Morgana Van Peebles)
- 2018–2020: The Hollow – Rolle: Mira (Originalsprecherin: Ashleigh Ball)
- 2018: Kiss Me First – Rolle: Tomiko / Tippi (Originalsprecherin: Haruka Abe)
- 2018–2023: Titans – Rolle: Rachel Roth / Raven (Darstellerin: Teagan Croft)
- 2018: Die Braut des Magiers – Rolle: Chise Hatori (Originalsprecherin: Atsumi Tanezaki)
- 2018: Lance N’ Masques – Rolle: Yoriko Sudō (Originalsprecherin: Manami Numakura)
- 2018/2019: Total Dreamer – Rolle: Sofia de Bocaiuva Monteiro (Darstellerin: Priscilla Steinmann)
- 2019: Welcome to the Ballroom – Rolle: Mako Akagi (Originalsprecherin: Sumire Morohoshi)
- 2020: Deputy – Einsatz Los Angeles – Rolle: Deputy Brianna Bishop (Darstellerin: Bex Taylor-Klaus)
- 2020: Jemand muss sterben – Rolle: Cayetana (Darstellerin: Ester Expósito)
- 2020: Normal People – Rolle: Rachel (Darstellerin: Leah McNamara)
- 2020: Alice in Borderland – Rolle: Kuina (Darstellerin: Aya Asahina)
- 2020: My Different Ways – Rolle: Sara (Darstellerin: Mette Gregersen)
- 2021: Stargate Origins – Rolle: Catherine Langford (Darstellerin: Ellie Gall)
- 2021: B The Beginning – Rolle: Asagiri (Originalsprecherin: Megumi Han)
- 2021: He-Man and the Masters of the Universe – Rolle: Teela / Sorceress (Originalsprecherin: Kimberly Brooks)
- seit 2021: AlRawabi School for Girls – Rolle: Noaf (Darstellerin: Rakeen Saad)
- 2021: 86: Eighty Six – Rolle: Vladilena Milizé (Originalsprecherin: Ikumi Hasegawa)
- 2021: Ragdoll – Rolle: DC Lake Edmunds (Darstellerin: Lucy Hale)
- 2022: The Cuphead Show! – Rolle: Fräulein Kelch (Originalsprecherin: Grey Griffin)
- 2022: The Dropout – Rolle: Elizabeth Holmes (Darstellerin: Amanda Seyfried)
- 2022: Swimming with Sharks – Rolle: Lou Simms (Darstellerin: Kiernan Shipka)
- 2022: Tokyo Vice – Rolle: Samantha Porter (Darstellerin: Rachel Keller)
- 2022: Tödliche Ahnung – Rolle: Chloé (Darstellerin: Marie-Ange Casta)
- 2023: Navy CIS – Rolle: Maxine „Max“ Lautner (Darstellerin: Nicola Posener)
- 2023: Class of '07 – Rolle: Zoe (Darstellerin: Emily Browning)
- 2023: Raeliana – Warum sie die Verlobte des Dukes wurde – Rolle: Raeliana McMillan (Darstellerin: Shūichirō Umeda)
- 2023: Criminal Minds – Rolle: Jessica Sayer (Darstellerin: Monica Azcarate)
- 2023: Tacoma FD – Rolle: Lucy (Darstellerin: Hassie Harrison)
- 2023: Mayans MC – Rolle: Johnny Panic (Darstellerin: Caitlin Stasey)
- 2023: Élite – Rolle: Chloe Silva (Darstellerin: Mirela Balić)
- 2023: What If…? – Rolle: Kahhori (Darstellerin: Devery Jacobs)
- 2023: The Morning Show – Rolle: Kate Danton (Darstellerin: Natalie Morales)
- 2024: Metallic Rouge – Rolle: Cyan Bluestar (Darstellerin: Haruka Shiraishi)
- 2024: The New Look – Rolle: Coco Chanel (22 Jahre) (Darstellerin: Marine Arena)
- 2024: Dandadan – Rolle: Momo Ayase (Darstellerin: Shion Wakayama)
- 2024: Mr. & Mrs. Smith – Rolle: Jane Smith (Darstellerin: Maya Erskine)
- 2025: Panty & Stocking with Garterbelt – Rolle: Panty (Originalsprecherin: Arisa Ogasawara)

### Videospiele
- Advance Wars 1+2: Reboot Camp – Rolle: Andy
- Anthem – Rolle: Faye
- bayala Einhorn-Abenteuer – Rolle: Erzählerin
- Beat Slayer – Rolle: Mia
- Beyond a Steel Sky – Rolle: Cecily Featherbottom
- Cleo A Pirates Tale – Rolle: Cleo
- Edurino Starterset Erstes Lesen & Schreiben – Rolle: Füchsin Mika
- Drawful 2 – Rolle: Host
- Elite: Dangerous – Odyssey
- Fallout 4 – Rolle: Katy (Katherine Pinn)
- Fallout 4: Far Harbor - Rollen: Debby, Bertha und Tony
- Fallout 76 – Rolle: Siedler Wanderer/Gitarrenspielerin
- Final Fantasy XVI – Rolle: Meave
- Fortnite Chapter 4 Season 2 – Rolle: Evie
- Gylt – Rolle: Sally
- Heroes of the Storm – Rolle: Orphea
- It Takes Two – Rolle: Jack-in-the-box/Springteufel
- League of Legends – Champion: Irelia die Klingentänzerin
- LEGO MARVEL Super Heroes 2 – Rolle: Gwenpool
- Marvel’s Midnight Suns – Rolle: Nico Minoru
- Minecraft: Story Mode Season 2 – Rolle: Weibliche Jesse
- Planet Zoo – Rolle: Emma Goodwin
- Rage 2 – Rolle: Lily Prowley
- Redfall – Rolle: Layla Ellison
- Shadow Point – Rolle: Lorna McCabe
- The Elder Scrolls – Rolle: Fürstin Vinwinarin / Olorime
- The Elder Scrolls – Rolle: Legionärin Jaida
- The Elder Scrolls – Rolle: Aeliah Renmus
- Valorant – Rolle: Killjoy

## Diskografie

### Alben
- Der Soundtrack (mit Hand aufs Herz Cast, 2011)

### Singles
- Don’t need you around (aus der „Ein Fall für Zwei“-Folge „Frankfurt Superstar“, 2012)
- Die Welt die ich nie sah (Cover des Songs Die Welt, die ich nie sah aus dem Musical „Sister Act“, 2023)
- There’s a Fine, Fine Line (Cover des Songs There’s a Fine, Fine Line aus dem Musical „Avenue Q“, 2023)

### Hörbuch
- Die Muschelsammlerin. Deine Bestimmung wartet (Autorin: Charlotte Richter)
- Gemma – Sei glücklich oder stirb (Autorin: Charlotte Richter)
- Maxi von Phlip – Vorsicht Wunschfee! (Autorin: Anna Ruhe)
- Maxi von Phlip – Wunschfee vermisst! (Autorin: Anna Ruhe)
- Maxi von Phlip – Feen-Alarm! (Autorin: Anna Ruhe)

### Hörspiel
- Andi Meisfeld – Aktion Weihnachzszannenhandel (Autor: Tom Steinbrecher)
- Banks – Drogenkrieg in Kolumbien 3 (Autor: Reent Reins)
- Die drei !!! – Das Bienengeheimnis (Autor: Peter Nissen & Hartmut Cyriacks)
- Die drei !!! – Die Maske der Königin (Autor: Peter Nissen & Hartmut Cyriacks)
- Die drei !!! – #Falscher Ruhm (Autor: Peter Nissen & Hartmut Cyriacks)
- Die drei !!! – Gefährliches Spiel (Autor: Peter Nissen & Hartmut Cyriacks)
- Die drei !!! – Tatort Geisterbahn (Autor: Peter Nissen & Hartmut Cyriacks)
- Die Punkies – Burning Heart Boyz! (Autor: Ully Arndt Studios)
- Die Punkies – Bühne frei für die Punkies! (Autor: Ully Arndt Studios)
- Die Punkies – Into The Wild! (Autor: Ully Arndt Studios)
- Erebos – Das Hörspiel (Autorin: Ursula Poznanski)
- Erebos – Teil 2 (Autorin: Ursula Poznanski)
- Geister-Schocker – Todesschreie auf Herford Castle (Autor: Andrew Hathaway)
- Geister-Schocker – Kampf um die Felsenkirche (Autor: G. Arentzen)
- Hanni und Nanni – Hanni und Nanni außer Kontrolle (Autor: André Minninger)
- Kati & Azuro – Spuren im Schnee (Autorin: Anna Benzing)
- Lupin Legends – Die Silbertränen (Autor: Paul Burghardt)
- Professor van Dusen – Professor van Dusen auf dem Abstellgleis (Autor: Marc Freund)
- Professor van Dusen – Professor van Dusen ringt mit dem Löwenrudel (Autor: Marc Freund)
- Schlau wie Vier – Altes Rom. Abenteuer in der Antike (Autor: Verena Carl & Alexandra Frank)
- Teufelskicker – Echt galaktisch! (Autor: Ully Arndt Studios)
- Teufelskicker – Hunniklau und Alutreffer (Autor: Ully Arndt Studios)
- Teufelskicker – Paula im Abseits (Autor: Ully Arndt Studios)
- TKKG Junior – Stimmen aus dem Jenseits (Autor: Ully Arndt Studios)
- Wayne McLair – Die Stimme (Autor: Paul Burghardt)

## Synchronbücher

### Filme
- Dear Santa – Eine Reise zum Nordpol
- Der Schatten des Fremden (2. Synchro 2019)

### Serien
- Bonding (Fernsehserie, Staffel 2)
- Fragestunde mit den StoryBots (Songs)
- LEGO Friends: Freundinnen auf Mission (Staffel 3)
- Pinky Malinky
- Polly Pocket Dream Big
- Sissi, die junge Kaiserin (Zeichentrickserie)
- Stargate Origins
- Stranger Things
- The Dropout
- Tayo: Der kleine Bus
- The Cuphead Show
- Titans (Fernsehserie, 2018)
- True und das Regenbogenreich
- Emily Erdbeer in der großen Stadt (Staffel 1)
- Der Sommer, als ich schön wurde